# Hadronyche adelaidensis
Hadronyche adelaidensis là một loài nhện trong họ Hexathelidae. Loài này phân bố ở Nam Úc.